# Благодетель
«Благодетель» (англ. The Benefactor) — американский драматический фильм режиссёра Эндрю Ренци. В главных ролях Ричард Гир, Дакота Фэннинг и Тео Джеймс. Премьера фильма состоялась на кинофестивале «Tribeca», 17 апреля 2015 года.

## Сюжет
Главный герой – филантроп, который, чтобы побороть собственное отчаяние, ставит своей целью наладить отношения молодой пары Оливии и Луки, в которые он отчаянно влезает.

## В ролях
- Ричард Гир — Фрэнсис
- Дакота Фэннинг — Оливия Харрис
- Тео Джеймс — Лука Харрис
- Кларк Питерс — доктор Романо
- Брайан Энтони Уилсон — Джесси
- Денниша Прэтт — Шарон
- Лиза Робертс — Молли
- Тибор Фельдман — доктор Сэм

## Производство
В августе 2013 было объявлено что Ричард Гир сыграет роль Фрэнсиса, а в сентябре 2013 Дакота Фэннинг и Тео Джеймс, также присоединились к проекту. Съёмки начались 21 октября 2013 года в Филадельфии.

## Критика
Фильм получил негативные отзывы от критиков. На сайте «Rotten Tomatoes», фильм набрал 29%, со средним рейтингом 4.4/10, отобранным из 24 комментариев. Консенсус сайта гласит: «В фильме есть Ричард Гир и Дакота Фаннинг, но нет чёткого представления, что делать с ними, в результате чего получается драма, которая никогда не приблизится к интригующему потенциалу». Сайт «Metacritic», дал фильму рейтинг 39 из 100, основанный на 16 отзывах, указывая на «неблагоприятные отзывы».